# 水饺皇后 (电影)
《水餃皇后》是一部2025年上映的中國大陸劇情片，由劉偉強執導，馬麗主演，惠英紅、朱亞文友情特別演出。電影改編自香港冷凍食品品牌「灣仔碼頭」創辦人臧健和的創業歷程，講述她從流落香港的單親母親，到成為知名企業家的奮鬥故事。影片最初以《陽光碼頭》為暫定名，後正式定名為《水餃皇后》。
本片於2023年10月在佛山西樵山國藝影視城開機拍攝，同年11月殺青。2025年4月30日在中國大陸上映，5月1日登陸香港及澳門院線。電影上映後引發討論，部分觀眾讚揚其市井人情描繪，亦有評論認為敘事節奏失衡。截至2025年5月初，中國內地票房累計突破4.19億人民幣。

## 演员表
| 演員                                   | 角色       | 备注 |
| 马丽                                   | 臧健和     | 出身山東，1977年攜兩個女兒移居香港。之後創立「臧姑娘北京水餃」（對照現實中的「灣仔碼頭公司」）發跡。                                                                 |
| 梁鉑萊(幼年) 張一心(青年) 林愷鈴(成年) | 蓓蓓       | 臧健和的女兒，留學加拿大，協助母親與美國急凍食品公司洽商收購臧姑娘北京水餃事宜, 負責搜集買方資料及翻譯文件。                                                         |
| 蘇伊可(幼年) 王墨瞳(青年) 王佳怡(成年) | 蓬蓬       | 臧健和的女兒，留學加拿大。 |
| 黃德斌                                 | 黃漢洲     | 臧健和的丈夫，與臧健和離異後移居泰國另結新歡並與其育有一子。臧健和无法接受名分下降而不随他到泰国。                                                                   |
| 鮑起靜                                 | 黃漢洲母   | 黃漢洲的母親，與臧健和不和。 |
| 楊青                                   | 臧毓淑     | |
| 黃璐                                   | 玉英       | |
| 冯文娟                                 | 楊菁       | 玉英的朋友、臧健和的同鄉，幫助臧健和在香港市區找到住處。 |
| 惠英红                                 | 紅姐       | 臧健和的房東，曾经是妓女，赞赏臧健和自力更生，給臧姑娘許多幫助。 |
| 朱亚文                                 | 華哥       | 一位正直的山东籍警長（威海卫警察），也是一位單親爸爸，照顧兩個女兒，與臧姑娘有相似的境遇。因緝拿無牌小販認識了臧姑娘，被她的堅毅和母愛所感動，因此對臧姑娘心生好感。 |
| 羅意淳                                 | 安娜       | 華哥的女兒，後跟隨父新移民加拿大。 |
| 梁珀瑜                                 | 安妮       | 華哥的女兒，後跟隨父新移民加拿大。 |
| 袁富华                                 | 糖水伯     | 灣仔碼頭糖水檔主，住在紅姐處的天台屋。靠做芝麻湯圓成為無牌小販。臧健和的伯樂，無親無故卻熱心幫助臧姑娘成為小販，讓她在自傳中稱他為撿來的父親。                       |
| 王祖蓝                                 | 金先生     | 臧健和的鄰居，是半山的太子爺，性格任性、愛玩，卻無謀生本能，由于娶了身份低微的太太被逐出豪门整日打麻雀，輸錢後又向太太發洩。                                         |
| 张雅玫                                 | 金太太     | 金先生的妻子，因身份低微被逐出豪门，最后委屈自杀，留下遗书，希望遗下的两个儿子能让金先生回归家族。                                                                   |
| 薛凯琪                                 | 露絲Rose   | 臧健和的鄰居，是一名酒廊歌手，最愛逗蓓蓓和蓬蓬玩，助小女孩融入及適應香港生活。                                                                                       |
| 江美仪                                 | 珍姐       | 臧健和的鄰居，是一名舞小姐，視臧姑娘為親密朋友，與好友Rose同住。 |
| 张达明                                 | 辣撻哥     | 臧健和的鄰居，職業為電車廠的維修工。因沾滿油污，故得名「辣撻（邋遢）哥」。                                                                                           |
| 太保                                   | 双喜叔     | 臧健和的鄰居，職業為裁縫師。 |
| 車婉婉                                 | 無牌小販   | 在灣仔碼頭售賣砵仔糕。因無牌擺賣及阻街被警方拘捕及充公所有工具和貨物，幾經哀求下終獲數百元賠償。                                                                     |
| 潘斌龙                                 | 雪糕炳     | |
| 易天雄                                 | 牛雜佬     | |
| 谷德昭                                 | 食家唐靈   | 食家，曾向臧健和指出餃子皮太厚，並提議將「山東水餃」改名「北京水餃」。                                                                                               |
| 姜大衛                                 | John哥     | 夫婦在長州經營串膠花等家庭生意，幫助通行證過期的臧健和在警察來到前由長洲坐船出香港市區。                                                                             |
| 寶珮如                                 | John嫂     | John哥的妻子，夫婦在長州經營串膠花等家庭生意，幫助通行證過期的臧健和在警察來到前由長洲坐船出市區。                                                                   |
| 秦煌                                   | 蝦叔       | 居於長州，因懷疑臧健和是偷渡客而報警 |
| 吳志雄                                 | 志雄哥     | 灣仔的黑社會大哥 |
| 趙潤南                                 | 喇叭       | |
| 張達倫                                 | 大盛       | |
| 盧惠光                                 | 友記老板   | |
| 龔慈恩                                 | 友記老板娘 | |
| 林曉峰                                 | 超市總管   | |
| 林姍姍                                 | 超市經理   | |
| 谢天华                                 | 斯坦利     | |
| 王敏奕                                 | 方小姐     | |
| 陳奐仁                                 | 南洋哥     | |

## 制作
本片于2023年10月在佛山西樵山国艺影视城正式开机。2023年11月22日，宣布杀青。

## 歌曲

### 主題曲
| 歌名   | 作曲   | 填詞   | 原唱者 | 片中主唱者 | 備註                                             |
| 《信》 | 林敏怡 | 鄭國江 | 翁倩玉 | 李宇春     | 香港無綫電視外購日劇《阿信的故事》粵語版本主題曲 |

### 插曲
| 歌名         | 作曲   | 填詞   | 原唱者 | 備註                             |
| 《家變》     | 顧嘉煇 | 黃霑   | 羅文   | 香港無綫電視劇集《家變》主題曲） |
| 《光輝歲月》 | 黃家駒 | 黃家駒 | Beyond |                                  |

## 外部連結
- 豆瓣电影上《水饺皇后》的資料 （简体中文）
- 互联网电影数据库（IMDb）上《水餃皇后》的资料（英文）